# 3269 Віберт-Дуглас
3269 Віберт-Дуглас (3269 Vibert-Douglas) — астероїд головного поясу, відкритий 6 березня 1981 року.
Тіссеранів параметр щодо Юпітера — 3,248.